# باندیکوت موشی
باندیکوت موشی (نام علمی: Microperoryctes murina) نام یک گونه از سرده باندیکوت موشی گینه نو است.